# Kloster Neuendorf
Kloster Neuendorf ist ein Ortsteil der gleichnamigen Ortschaft der Hansestadt Gardelegen im Altmarkkreis Salzwedel in Sachsen-Anhalt, Deutschland.

## Geografie
Kloster Neuendorf, eine Klosteranlage mit einem Straßendorf, liegt rund vier Kilometer östlich der Altstadt von Gardelegen am Laugebach und an der B 188 am Nordrand der Colbitz-Letzlinger Heide.
Nachbarorte sind Gardelegen im Westen, Trüstedt im Nordosten und Jävenitz im Osten.

## Geschichte

### Mittelalter bis Neuzeit
Das namensgebende Kloster Neuendorf wurde 1232 erstmals urkundlich erwähnt und war ein Kloster der Zisterzienserinnen. Das Kloster gehörte im 14. Jahrhundert zu den größten Grundbesitzern der Altmark.
Der Historiker Rohrlach nennt drei Herrschaftszugehörigkeiten für das Dorf. Ein Teil gehörte dem Kloster, ein anderer Teil war ein Freigut und der dritte Teil über „Dienst und Lager auf des Klosters zu Neuendorf arme Leute“ gehörte vor 1535 bis nach 1598 den von Alvensleben der Herrschaft Erxleben und in die Vogtei Gardelegen und an die Chüden und Pauermeyer weiterverlehnt.
1232 hatte Markgraf Johann dem neu gegründeten Kloster ecclesie videlicet sancte Marie in Niendorp neun Hufen aus dem Dorf geschenkt. 1233 dann den Rest des Dorfes mit allem Recht, Mühlen, Weiden und Wäldern. Der letzte Propst des Klostern namens Schütte wird 1544 entlassen. Klosterhauptmann wird Hieronymus von Drübsdorf, dieser überträgt 1545 die Verwaltung des Klosters dem Amtmann vom Amt (Kloster) Neuendorf. Das Kloster wurde schließlich 1579 aufgehoben. Es bestand weiter als evangelisches Fräuleinstift bis 1810. Die Zahl der Klosterjungfrauen war auf 18 festgesetzt worden. Die Domäne wurde 1831 aufgelöst und das Gut 1831 oder 1834 an den Amtmann Wagenknecht verkauft. Vor 1872 bis 1945 gehörte es den von Veltheim.
Das Freigut war ursprünglich im Besitz der Witwe Amtmann Wiehe, geborene Finkenberg. 1737 kam es an den Heidereiter Martin Lüdecke zu Jävenitz, 1737 an dessen Tochter und ihren Mann, den Holzschreiber Conradi. 1759 dann an deren Sohn. 1785 wurde vom Obergericht Stendal die Gerichtsbarkeit an das Amt (Kloster) Neuendorf übertragen. 1818 gehörte das Freigut dem Gutsbesitzer Bruns.
Bis 1971 wurde Kloster Neuendorf von Personenzügen der Strecke Haldensleben–Gardelegen bedient.

### Bodenreform
Bei der Bodenreform wurden 1945 wurden erfasst: Eine Besitzung über 100 Hektar mit 643 Hektar, 124 Besitzungen unter 100 Hektar mit zusammen 468 Hektar, zwei kleine Besitzungen mit zusammen fünf Hektar, eine Gemeindebesitzung mit einem Hektar. Es wurden 643 Hektar enteignet, davon wurden 221,4 Hektar aufgeteilt. 91,9 Hektar kamen an 25 landarme Bauern mit Besitz unter 5 Hektar, 111,6 Hektar an 19 landlose Bauern und Kleinpächter, 17,8 Hektar an 21 Industriearbeiter, außerdem 382 Hektar Wald an die Gemeinde.
Im Jahre 1959 entstand die erste Landwirtschaftliche Produktionsgenossenschaft vom Typ III, die LPG „Neuer Weg“.

### Eingemeindungen
Ursprünglich gehörte das Dorf zum Tangermündeschen Kreis der Mark Brandenburg in der Altmark. Zwischen 1807 und 1813 lag es im Landkanton Gardelegen auf dem Territorium des napoleonischen Königreichs Westphalen. Ab 1816 gehörte die Gemeinde zum Kreis Gardelegen, dem späteren Landkreis Gardelegen. Ab dem 25. Juli 1952 gehörte sie zum Kreis Gardelegen und schließlich ab dem 1. Juli 1994 zum heutigen Altmarkkreis Salzwedel.
Durch einen Gebietsänderungsvertrag beschloss der Gemeinderat der Gemeinde Kloster Neuendorf am 20. Oktober 2008, dass die Gemeinde Kloster Neuendorf in die Hansestadt Gardelegen eingemeindet wird. Dieser Vertrag wurde vom Landkreis als unterer Kommunalaufsichtsbehörde genehmigt und trat am 1. Juli 2009 in Kraft.
Nach Eingemeindung der bisher selbstständigen Gemeinde Kloster Neuendorf wurde Kloster Neuendorf Ortsteil der Hansestadt Gardelegen. Für die eingemeindete Gemeinde wurde die Ortschaftsverfassung nach den §§ 86 ff. Gemeindeordnung Sachsen-Anhalt eingeführt. Die eingemeindete Gemeinde Kloster Neuendorf und künftige Ortsteil Kloster Neuendorf wurden zur Ortschaft der aufnehmenden Hansestadt Gardelegen. In der eingemeindeten Gemeinde und nunmehrigen Ortschaft Kloster Neuendorf wurde ein Ortschaftsrat mit sechs Mitgliedern einschließlich Ortsbürgermeister gebildet.

### Einwohnerentwicklung
| Jahr | Einwohner |
| ---- | --------- |
| 1772 | 097       |
| 1790 | 251       |
| 1798 | 206       |
| 1801 | 146       |
| 1818 | 234       |
| 1840 | 418       |

| Jahr | Einwohner |
| ---- | --------- |
| 1864 | 620       |
| 1871 | 578       |
| 1885 | 606       |
| 1895 | 635       |
| 1900 | [0]629    |
| 1905 | 641       |

| Jahr | Einwohner |
| ---- | --------- |
| 1910 | [0]724    |
| 1925 | 622       |
| 1939 | 695       |
| 1946 | 876       |
| 1964 | 628       |
| 1971 | 613       |

| Jahr | Einwohner |
| ---- | --------- |
| 1981 | 575       |
| 1993 | 515       |
| 2006 | 510       |
| 2012 | [00]460   |
| 2016 | 452       |
| 2021 | [0]394    |

| Jahr | Einwohner |
| ---- | --------- |
| 2022 | 400       |

Quelle, wenn nicht angegeben, bis 2006:

## Religion
Die evangelische Kirchengemeinde Kloster Neuendorf gehörte früher zur gleichnamigen Pfarrei. Seit 2000 gehört die Kirchengemeinde gemeinsam mit Hottendorf, Jävenitz und Trüstedt zum Kirchspiel Kloster Neuendorf. Das Kirchspiel wird heute betreut vom Pfarrbereich Neuendorf im Kirchenkreis Salzwedel im Propstsprengel Stendal-Magdeburg der Evangelischen Kirche in Mitteldeutschland.
Bis 1998 hatte die Kirchengemeinde zum Kirchenkreis Gardelegen gehört.
Im Jahre 1901 waren die Dörfer Jävenitz und Zienau mit der Zienauer Barriere nach Kloster Neundorf eingepfarrt. Zur Pfarrei gehörte ebenfalls die mater vagans Ipse mit der Dröge- und Hoppenmühle. Die Kirchenbuchüberlieferung beginnt in Kloster Neuendorf 1597, in Jävenitz und Zienau 1766, in Ipse 1667.

## Politik
- Ortsbürgermeister der Ortschaft Kloster Neuendorf ist Andreas Höppner (Die Linke).

## Kultur und Sehenswürdigkeiten

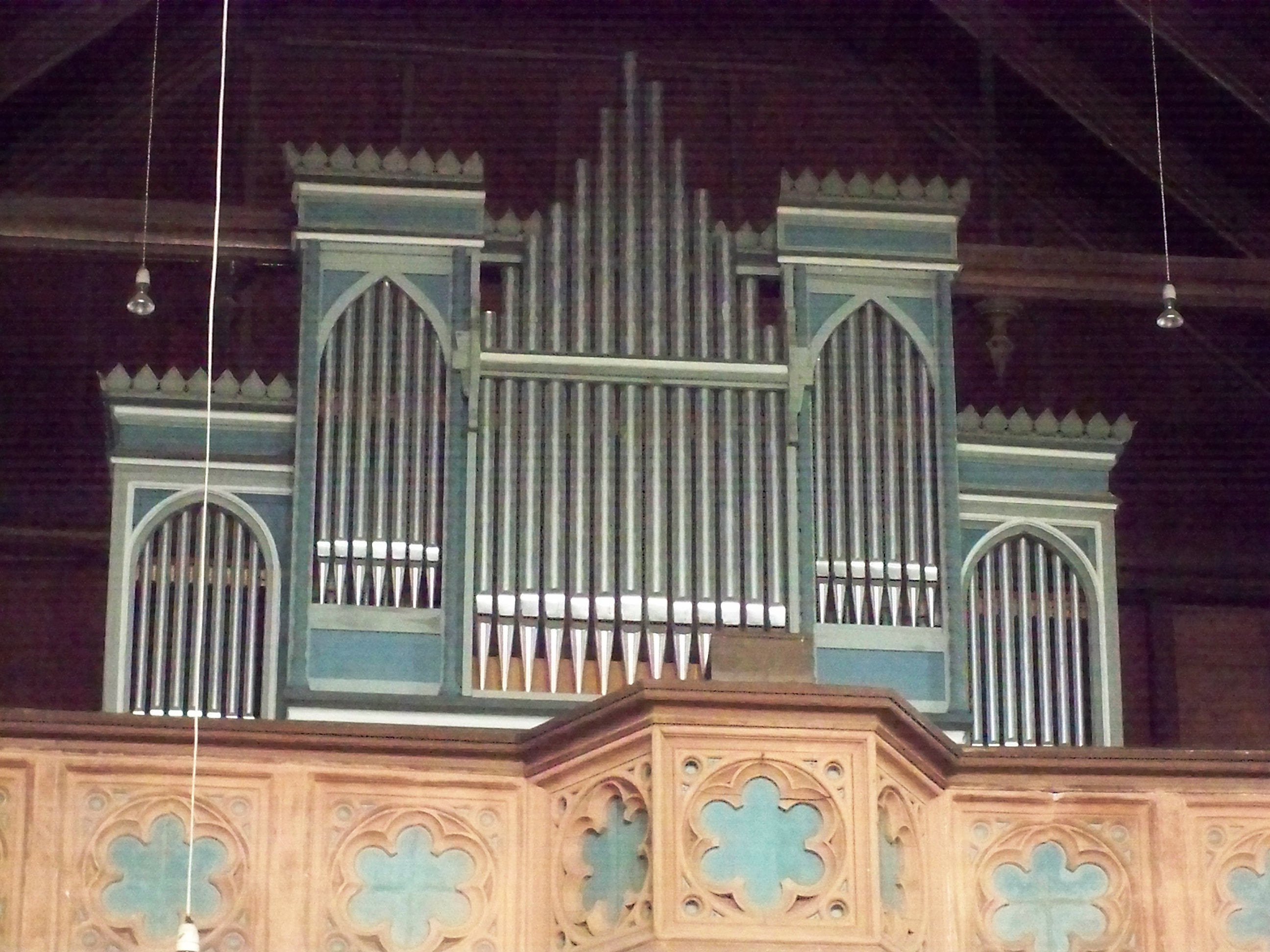
Reubke-Orgel in der ehemaligen Klosterkirche

- Die ehemalige Klosterkirche St. Marien, Benedikt und Bernhard ist seit der Reformation 1587 die evangelische Pfarrkirche des Dorfes.
- Die Reubke-Orgel[14] war in den 1980er Jahren rekonstruiert und von der Nicolaikirche in Oebisfelde 1988 an Kirche in Kloster Neuendorf verkauft worden. Das war durch Spenden aus den Niederlanden ermöglicht worden, die bei Orgelkonzerten des Organisten Jan Teeuw in Rotterdam gesammelt wurden.[15]
- Der Gutspark steht unter Denkmalschutz.
- In der Ortsmitte steht ein Denkmal für die Gefallenen des Ersten Weltkrieges, ein mit einem Eisenzaun umgebener Obelisk.[16]